# Hohner
Hohner (Hohner Musikinstrumente GmbH) — немецкая компания по выпуску музыкальных инструментов, основанная в 1857 году Маттиасом Хонером (1833—1902). Наиболее известна как производитель губных и ручных гармоник. Также изготавливает блокфлейты, гитары и электрогитары, укулеле, барабанные установки, баяны, аккордеоны, усилители и подставки под различное музыкальное оборудование и многое другое.
Под патронатом фирмы существуют Хонер-консерватория в Троссингене и базирующийся там же оркестр аккордеонов.
Аккордеон фирмы Hohner (и его звучание) использован на протяжении всех киносъёмок в фильме «Тимур и его команда» в 1940 году.

## Разработанные инструменты
В течение 1950-х и 1970-х годов компания производила ряд инструментов собственной разработки:
- Гармонетта (Harmonetta) — губная гармоника с клавиатурой, выпущенная в 1955 году[2].
- Гитарет (Guitaret).
- Erika — гармонь.
- Кембалет (Cembalet).
- Клавинет (Clavinet).
- Клавиола (Claviola) — похожий на мелодику инструмент с резонаторным корпусом.
- Мелодика — впервые представлена в печатной брошюре на немецком языке в ноябре 1958 года[3]. Производится до настоящего времени.
- Мелодион (Melodeon) — ручная гармоника (гармонь).
- Мультимоника (Multimonica) — электронно-пневматическая гармоника, один из первых видов серийно выпускавшихся аналоговых синтезаторов.
- Пианет (Pianet).
- Хромоника (Chromonika) — первая хроматическая губная гармоника[4] с заслонкой, представленная в 1912 году.

- Инструменты собственной разработки
- Гармонетта
- Гитарет
- Гармонь Erika
- Клавинет
- Клавиола
- Мелодика
- Гармонь «Мелодион»
- Мультимоника
- Пианет
- Хроматическая губная гармоника